# Jordan Parra
Jordan Arley Parra Arias (Bogotá, 19 de abril de 1994) es una ciclista profesional colombiano de pista y ruta. Actualmente corre para el equipo colombiano aficionado Soñando Colombia.

## Palmarés en pista
| 2013 - Campeonato de Colombia de Pista - Medalla de bronce en Persecución por equipos - Medalla de oro en Madison o Americana - Juegos Bolivarianos - Medalla de oro en Persecución por equipos - Medalla de oro en Scratch 2014 - Campeonato de Colombia de Pista - Medalla de plata en Persecución por equipos - Medalla de bronce en Madison o Americana - Juegos Centroamericanos y del Caribe - Medalla de bronce en Scratch 2015 - Campeonato de Colombia de Pista - Medalla de oro en Madison o Americana - Campeonato Panamericano de Ciclismo en Pista - Medalla de oro en Persecución por equipos 2016 - Campeonato de Colombia de Pista - Medalla de bronce en Scratch - Copa del Mundo de ciclismo en pista en Hong Kong - Medalla de bronce en Scratch - Campeonato Panamericano de Ciclismo en Pista - Medalla de plata en Madison o Americana | 2017 - Campeonato de Colombia de Pista - Medalla de plata en Persecución por equipos - Medalla de oro en Scratch - Medalla de oro en Madison o Americana - Campeonato Panamericano de Ciclismo en Pista - Medalla de bronce en Madison o Americana 2018 - Campeonato de Colombia de Pista - Medalla de bronce en Persecución por equipos - Medalla de bronce en Scratch - Medalla de plata en Madison o Americana - Medalla de bronce en Ómnium 2019 - Juegos Panamericanos - Medalla de Plata en Persecución por equipos (junto con Juan Esteban Arango, Brayan Sánchez y Marvin Angarita) |

## Palmarés en ruta
2015
- 2º en el Campeonato de Colombia de Ruta Sub-23

2018
- 1 etapa del Tour del Lago Taihu[1]

## Equipos
- GM Cycling Team (2016)
- JB Ropa Deportiva (2016)
- Alcaldía de Manizales (2016)
- EPM (2017)
- Manzana Postobón Team (2018-05.2019)
- EBSA-Energía de Boyacá (2020)
- Soñando Colombia (2021-)